# Чемпионат мира по бегу по пересечённой местности 1975
Чемпионат мира по бегу по пересечённой местности 1975 года прошёл 16 марта в городе Рабат, Марокко.
Всего было проведено 4 забега — мужчины, женщины, а также забеги юниоров и юниорок. Также разыгрывались победители в командном первенстве — складывались результаты участников от страны и по сумме наименьшего времени определялись чемпионы.

## Результаты

### Мужчины
| Место | Имя                | Гражданство    | Время 0(м:с) |
| ----- | ------------------ | -------------- | ------------ |
| 1     | Ян Стюарт          | Шотландия      | 35:20        |
| 2     | Мариано Харо       | Испания        | 35:21        |
| 3     | Билл Роджерс       | США            | 35:28        |
| 4     | Джон Уокер         | Новая Зеландия | 35:45        |
| 5     | Эун Робертсон      | Новая Зеландия | 35:46        |
| 6     | Франко Фава        | Италия         | 35:47        |
| 7     | Рэй Смидли         | Англия         | 35:50        |
| 8     | Клаус Хильденбранд | ФРГ            | 35:51        |